# Hautemorges
Hautemorges − miejscowość i gmina (commune) w zachodniej Szwajcarii, w kantonie Vaud, w okręgu (district) Morges. Powstała 1 lipca 2021 r. w wyniku połączenia gmin Apples, Bussy-Chardonney, Cottens, Pampigny, Reverolle i Sévery.

## Demografia
W Hautemorges mieszka 4256 osób. W 2022 roku 16,7% populacji gminy stanowiły osoby urodzone poza Szwajcarią.

## Transport
Przez teren gminy przebiegają drogi główne nr 124 i nr 128. 